# Ennis Whatley
Ennis Whatley (Birmingham, 11 agosto 1962) è un ex cestista statunitense, professionista nella NBA e in Lituania.

## Carriera
È stato selezionato dai Kansas City Kings al primo giro del Draft NBA 1983 (13ª scelta assoluta).

## Palmarès

### Squadra
- Campione CBA (1991)
- Campionato lituano: 1

Žalgiris Kaunas: 1997-98
- Eurocoppa: 1

Žalgiris Kaunas: 1997-98

### Individuale
- McDonald's All-American Game (1981)
- NCAA AP All-America Third Team (1983)
- Campione CBA (1991)
- CBA Playoff MVP (1991)
- All-CBA Second Team (1989)